# والتر وليامز (صحفي)
والتر وليامز (بالإنجليزية: Walter Williams)‏ هو صحفي أمريكي، ولد في 2 يوليو 1864، وتوفي في 29 يوليو 1935 بسبب ذات الرئة.